# Rab2
Rab2 proteiny (u lidí kódované geny RAB2A a RAB2B) jsou Rab proteiny účastnící se vezikulárního transportu především v Golgiho aparátu. Rab2A lokalizuje do tzv. ERGIC kompartmentu, tzn. přechodné oblasti mezi endoplazmatickým retikulem a Golgiho aparátem. Zde zřejmě mj. rozhoduje o tom, zda sekretované proteiny jako inzulin mají být degradovány (tzv. ERAD drahou) či vpuštěny do Golgiho aparátu k sekreci ven z buňky. Ze studií vyplývá, že reguluje export např. E-kadherinu či MT1-MMP metaloproteázy. Rab2B má funkci nezávislou na Rab2A, také v oblasti Golgi.